# 5019 Erfjord
Az 5019 Erfjord (ideiglenes jelöléssel 1979 MS6) a Naprendszer kisbolygóövében található aszteroida. Eleanor F. Helin és Schelte J. Bus fedezték fel 1979. június 25-én.

## Elnevezése
Nevét az erfjordi, Erfjord nevű norvég iskoláról kapta. Egyike azon iskoláknak, amelyek helyezést értek el a legjobb csillagászatoktatásukért, 2009-ben.